# الدرية
الدرية قرية سورية تتبع ناحية دركوش في منطقة جسر الشغور في محافظة إدلب. بلغ عدد سكانها 651 نسمة في عام 2004 حسب إحصاء المكتب المركزي للإحصاء.